# Détective Conan : Le Poing de saphir bleu
Détective Conan : Le Poing de saphir bleu (名探偵コナン 紺青の拳, Meitantei Konan: Konjō no Fisuto) est un film d'animation japonais réalisé par Tomoka Nagaoka, sorti le 12 avril 2019 au Japon.
Il s'agit du 23e film tiré du manga Détective Conan de Gōshō Aoyama et il arrive premier au box-office japonais de 2019 lors de sa première semaine d'exploitation, mettant fin à 6 semaines de domination de Doraemon: Nobita no Getsumen Tansa-ki. En août 2019, le long métrage a vendu 7 164 729 billets rapportant au total 9 182 702 500 yens (plus de 78,1 millions d'euros).
C'est la première fois qu'un film de Détective Conan se déroule ailleurs qu'au Japon, ici en l'occurrence à Singapour.

## Synopsis
Le plus gros saphir bleu du monde, le « Poing de Saphir bleu », aurait sombré lors du naufrage d'un bateau de pirates à la fin du XIXe siècle au large des côtes de Singapour. Un millionnaire local complote pour le récupérer, et lorsqu'il refait son apparition dans l'exposition d'un hôtel singapourien, un meurtre a lieu et une carte de visite de Kaitō Kid est retrouvée sur les lieux du crime.
Toujours à Singapour, Makoto participe à un tournoi d'arts martiaux où le rejoignent Ran et Sonoko pour l'encourager. Conan est quant à lui bloqué au Japon car il n'a pas de passeport. Cependant, Kaitō Kid désire se servir de lui pour s'emparer du saphir et l'enlève pour l'emmener dans la cité-état. Sur place, Conan doit lui obéir s'il veut rentrer au Japon, se fait confisquer, entre autres, ses lunettes, sa montre-bracelet et ses vêtements et doit dissimuler son identité.
Ran, qui ne le reconnaît pas, lui demande son nom et Conan improvise celui d'Arthur Hirai. Déguisé en Shinichi Kudo, Kaitō Kid réussit à finalement obtenir des informations sur le saphir qui est conservé dans le coffre souterrain d'un manoir. Pendant son intrusion dans les lieux, il se fait prendre au piège et se retrouve face au karatéka Makoto Kyogoku.
Leon Lowe, détective et psychologue comportemental de Singapour, est également à la recherche du légendaire trésor secret enfoui dans les fonds marins et est en rivalité avec Conan et Kid.

## Distribution
- Minami Takayama : Conan Edogawa/Arthur Hirai
- Wakana Yamazaki : Ran Mōri
- Rikiya Koyama : Kogorō Mōri
- Kappei Yamaguchi : Shinichi Kudo et Kaito Kid[3],[4]
- Kenichi Ogata : Professeur Agasa
- Megumi Hayashibara : Ai Haibara
- Yukiko Iwai : Ayumi Yoshida
- Ikue Otani : Mitsuhiko Tsuburaya
- Wataru Takagi : Genta Kojima
- Naoko Matsui : Sonoko Suzuki
- Nobuyuki Hiyama : Makoto Kyogoku[3],[4]
- Ikusaburō Yamazaki : Leon low
- Mayuko Kawakita : Rachel Cheongu
- Ryan Drees : Hezli Jamaluddin
- Jeff Manning (en) : John Han Chen
- Yū Asakawa : Sherilyn Tan
- Hiroki Takahashi : Reijiro Nakatomi
- Charles Glover : Mark Aidan
- Yūki Kaji : Rishi Ramanathan
- Kurt Common : Eugene Lim

## Anecdotes
- Le nom d'« Arthur Hirai » est un mélange entre Arthur Conan Doyle et Tarō Hirai, exactement comme « Conan Edogawa ».